# Renia adspergillus
Renia adspergillus là một loài bướm đêm thuộc họ Noctuidae. It is found 
from Michigan tới Quebec và phía nam đến Louisiana và Florida.
Sải cánh dài khoảng 25 mm. There are multiple generations đông nam.
Larvae feed beneath a web of silk.